# Jonas Ramus (justitiarius)
 For alternative betydninger, se Jonas Ramus. (Se også artikler, som begynder med Jonas Ramus)
Jonas Ramus (født 17. august 1718 i København, død 28. august 1765 i Christiania) var en dansk-norsk justitiarius.
Jonas Ramus var fjerde søn af biskop Christian Ramus på Fyn. Han deponerede 1736 og blev i 1742 immatrikuleret som jurist ved universitetet i Halle; har måske også studeret ved flere andre fremmede universiteter.
1745 var han blevet assessor i Den kongelige Hofret og 1755 i Højesteret, hvorfra han 1761 befordredes til justitiarius i den norske overhofret. I denne stilling døde han i 1765.
Han blev i 1750 optaget som medlem af den københavnske frimurerloge St. Martin.
Han var gift med Mechtele Dorothea født Sechmann, en datter af justitiarius i Højesteret Diderik Sechmann.
Ramus har, så vidt vides, intet udgivet i trykken, men var en velstuderet mand, hvem Peter Frederik Suhm roser for "god Smag og grundig Læsning", ligesom han besad en god historisk bogsamling. I 1745 var han en af stifterne af Det kongelige danske Selskab for Fædrelandets Historie og bistod i dette Jacob Langebek med som sekretær at føre protokollerne og besørge brevvekslingen.
Hvad der især interesserede ham, var hans faders fødelands, Norges, historie, et træk, der minder om Erich Christian Werlauff i en senere tid. Han indbød i 1744 til subskription på en dansk oversættelse af datidens bedste Norgeshistorie, Thormod Torfæus’ Historia rerum Norvegicarum, men heraf udkom intet.